# Juárez Coronaco
Juárez Coronaco är en ort i Mexiko.   Den ligger i kommunen San Matías Tlalancaleca och delstaten Puebla, i den sydöstra delen av landet, 60 km öster om huvudstaden Mexico City. Juárez Coronaco ligger 2 430 meter över havet och antalet invånare är 3 144.
Terrängen runt Juárez Coronaco är kuperad åt nordväst, men åt sydost är den platt. Runt Juárez Coronaco är det tätbefolkat, med 257 invånare per kvadratkilometer. Närmaste större samhälle är San Martin Texmelucan de Labastida, 12,4 km sydost om Juárez Coronaco. Trakten runt Juárez Coronaco består till största delen av jordbruksmark.